# Shama Sikander
Shama Sikander Gesawat (Rayastán, 4 de agosto de 1981) es una actriz y modelo india popular por su papel protagónico en la serie de televisión Yeh Meri Life Hai (2003-2005). Ha actuado en varias series y ha sido presentadora de algunos programas de televisión. En la pantalla gigante, ha aparecido en algunas películas de Bollywood, incluyendo a Mann en 1999 junto a Aamir Khan.

## Carrera
Sikander comenzó su carrera en la gran pantalla con actuaciones menores en Prem Aggan (hindi, 1998) y Mann (hindi, 1999) antes de conseguir un papel secundario en Ansh: The Deadly Part (hindi, 2002). Primero obtuvo reconocimiento significativo en televisión como el personaje principal 'Pooja Mehta' en el popular drama televisivo Ye Meri Life Hai (2003-2005). 
Posteriormente fue la conductora de los programas de variedades Popkorn Newz (2007) y Jet Set Go (2008) antes de regresar al cine en el papel principal de 'Jiya' en Dhoom Dhadaka (2008). Más tarde interpretó el papel principal de 'Shunyaa' en la serie de televisión de suspenso sobrenatural Seven (2010-2011) producida por el gigante de Bollywood Yash Raj Films. Interpretó a 'Byankar Pari', la principal antagonista en el programa infantil Baal Veer (2012-2014).

## Filmografía

### Cine
| Año  | Título                | Rol    | Notas |
| ---- | --------------------- | ------ | ----- |
| 1998 | Prem Aggan            | Pooja  |       |
| 1999 | Mann                  | Kamini |       |
| 2002 | Ansh: The Deadly Part | Kusum  |       |
| 2008 | Dhoom Dadakka         | Jiya   |       |
| 2008 | Contract              |        |       |
| 2016 | Sexaholic (Corto)     | Riya   |       |